# Jarmark Świętojański (Kraków)

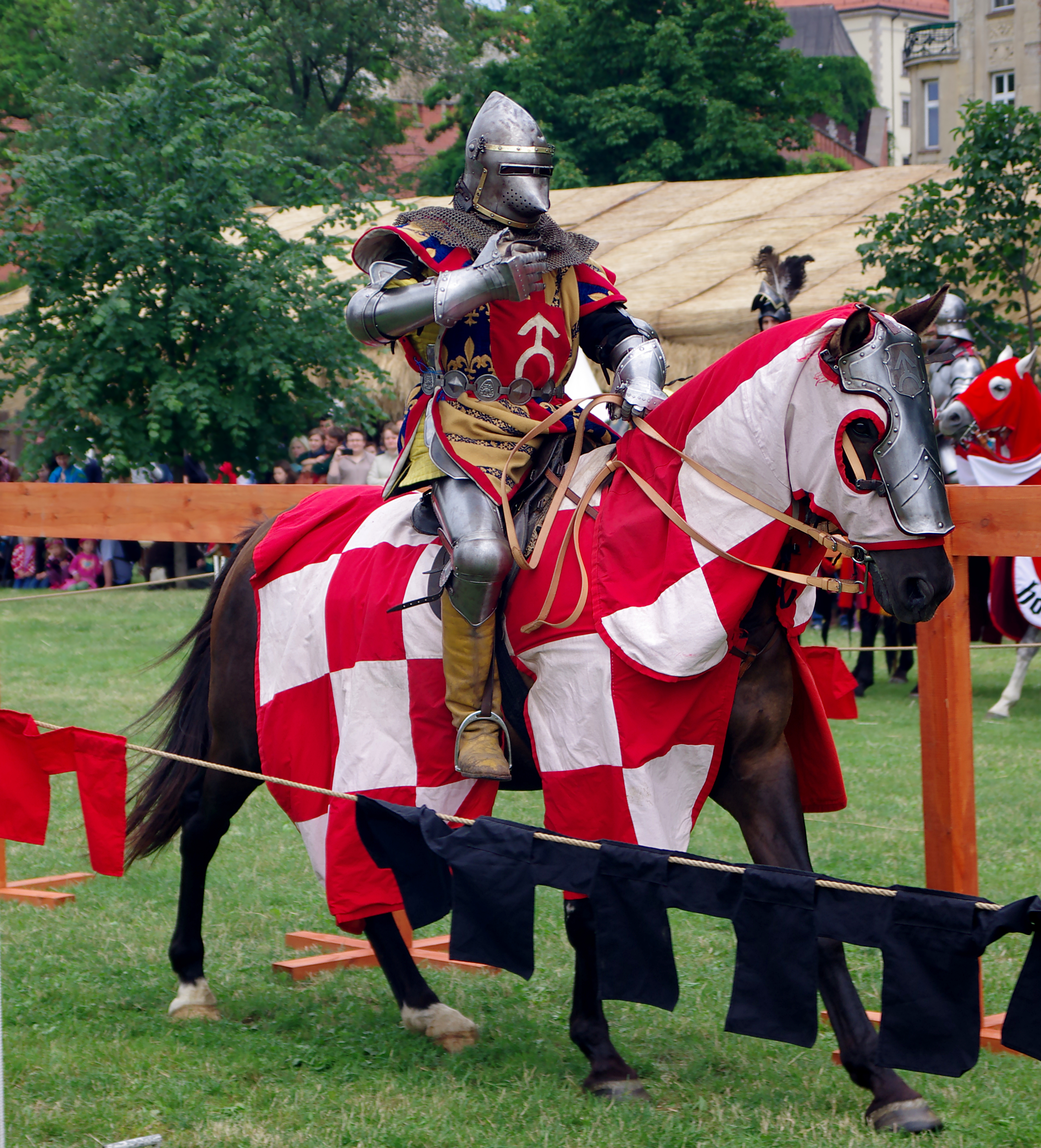
Konny rycerz na Jarmarku Świętojańskim

Jarmark Świętojański – cykliczna impreza, organizowana przez Krakowskie Biuro Festiwalowe w Krakowie, na Bulwarze Czerwieńskim, pod Wawelem. Pierwszy Jarmark Świętojański odbył się w 2009 r., jednak obecny kształt przybrał rok później.
Znormalizowany czas trwania imprezy to 3 dni (od piątku do niedzieli), z wyjątkiem jarmarku z 2010 roku, który trwał 5 dni ze względu na odwołanie Wianków z powodu złego stanu Bulwarów Wiślanych, na których miały odbyć się koncerty. Założeniem imprezy jest przeniesienie uczestników w realia dawnej Polski. Członkowie grup rekonstrukcyjnych, rzemieślnicy i artyści przybliżają gościom jarmarku staropolskie zwyczaje. W latach 2010–2012 skupiano się głównie na tradycji średniowiecznej, od 2013 r. wprowadzono podział: pierwszy dzień jarmarku dotyczył wczesnego średniowiecza, drugi – późnego, a trzeci odnosił się do Złotego Wieku. W 2014 r. trzeci dzień jarmarku poświęcono XVI i XVII wiekowi. W 2010 r. Jarmark Świętojański uzyskał nominację w kategorii Wydarzenie plebiscytu Wielkie Odkrywanie Małopolski 2010. W 2011 r. wydarzenie cieszyło się największym zainteresowaniem.

## Program
Program imprezy przewiduje wydarzenia różnego typu, nawiązujące do tradycji staropolskiej. Co roku są to: pokazy dawnego rzemiosła i sztuki wojennej, warsztaty taneczne, różnego rodzaju inscenizacje, zabawy edukacyjne dla dzieci i gry terenowe. Główną atrakcją każdego jarmarku jest konkurs na najpiękniejszy wianek, w którym można wygrać zagraniczną wycieczkę (w 2014 r. nagrodą była podróż do Disneylandu). Podczas trwania jarmarku, na Bulwarach Wiślanych otwarta jest tymczasowa karczma, dostępne są także kramy z żywnością, ręcznie wykonaną biżuterią, dawnymi strojami, bronią oraz sprzętami codziennego użytku, zabawkami i artykułami papierniczymi.
Innowacje wprowadzane podczas poszczególnych edycji Jarmarku Świętojańskiego:
- 2010 r. – podczas jarmarku zorganizowano 3 koncerty muzyki dawnej (zespoły Percival, Hoboud oraz Jacek Kowalski z Klubem św. Ludwika) w ramach zastępstwa za odwołane Wianki[11]
- 2011 r. – zorganizowano po raz pierwszy pokazy konne[12]; dodatkiem do wydarzenia były internetowe zagadki na oficjalnym profilu imprezy na Facebooku, opracowane przez Mariusza Wollnego, autora powieści Kacper Ryx[13][14]
- 2013 r. – jarmark pierwszy raz gościł rekonstruktorów średniowiecznego kata i inkwizytora[15]
- 2015 r. – po raz pierwszy na jarmarku odbyły się pokazy sokolnictwa[16]

## Jarmark Świętojański w mediach
Od samego początku organizowania jarmarku istnieje strona internetowa wydarzenia. Od 2010 r. zaczęto tworzyć specjalne spoty reklamowe, promujące Jarmark Świętojański. W tym samym roku przygotowano także pierwszą relację filmową. O dużej popularności imprezy świadczy fakt, że edycja z 2011 roku doczekała się reportażu w hiszpańskiej telewizji TVE. Wydarzenia trwające podczas jarmarku można śledzić na Facebooku i Instagramie.